# پارک دنمان استیت

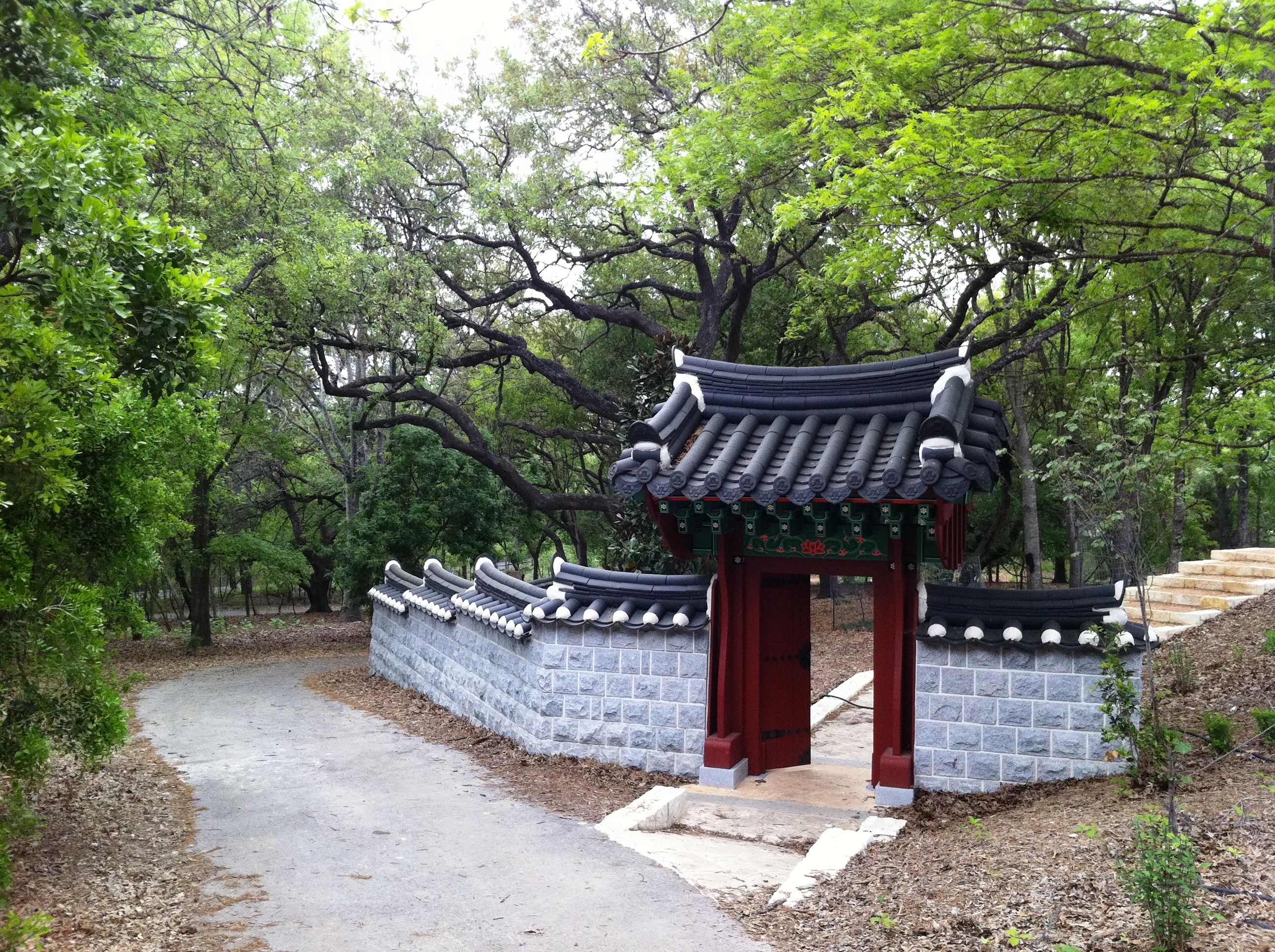

پارک دنمان استیت (Denman Estate Park) نام یک پارک شهری در سن آنتونیو در ایالت تگزاس است.
این پارک هشت و نیم هکتار مساحت داشته و مشترکاً توسط دانشگاه اینکارنت وورد و شهرداری سن آنتونیو برای استفاده عموم خریداری شده‌است. صاحبین اصلی آن خانواده گیلبرت دنمان می‌باشند که در دیوان عالی تگزاس دارای منصب‌های بالایی بوده‌اند.

## هدیه کره جنوبی به مردم سن آنتونیو
نکته قابل توجه در این پارک وجود یک عمارت کلاه فرنگی است که توسط کره جنوبی به مردم سن آنتونیو اهدا گردیده است. این آلاچیق توسط معماران کره ای و به سبک معماری کره ای‌ها ساخته گردیده٬ و به عمارتی شباهت دارد که در شهر گوانگجو در کره جنوبی قرار دارد که به «ناقوس مردم سالاری» معروف است. دو شهر گوانگجو و سن آنتونیو دو شهر خواهر می‌باشند. 
معماران این بنا یو چانگ بیونگ (Yu Chang Byung) و هونگ هی لی (Hong Hee Lee) نام داشته و شرکت کره ای نامکوانگ (Namkwang Construction Co) طراحی و ساخت این بنا را در کنار یک برکه بر عهده گرفت. شهرداری کوانگجو هزینهٔ این پروژهٔ یک و نیم میلیون دلاری را تقبل کرد.

## نگارخانه

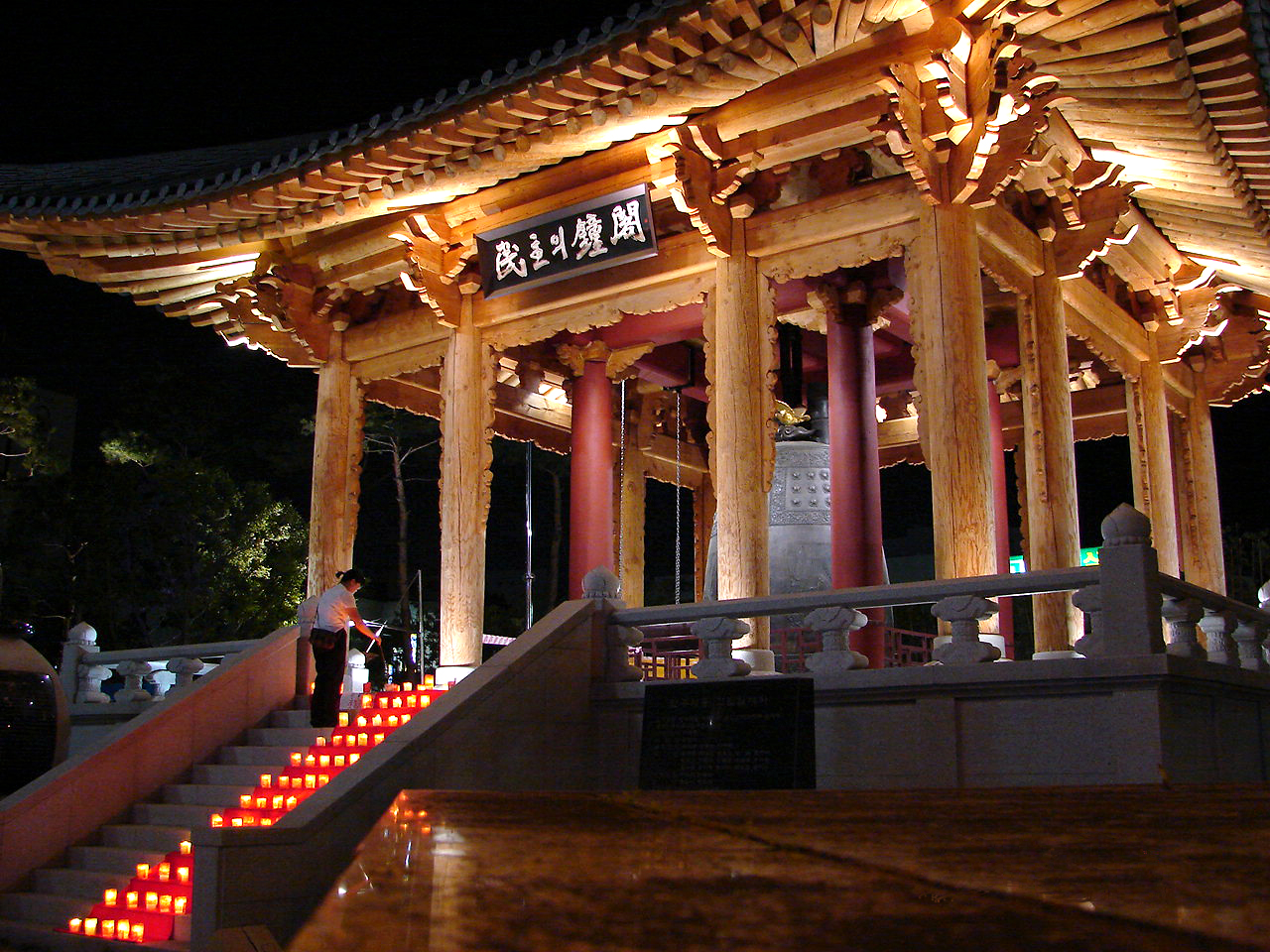
ناقوس دموکراسی در شهر کوانگجو در کره جنوبی
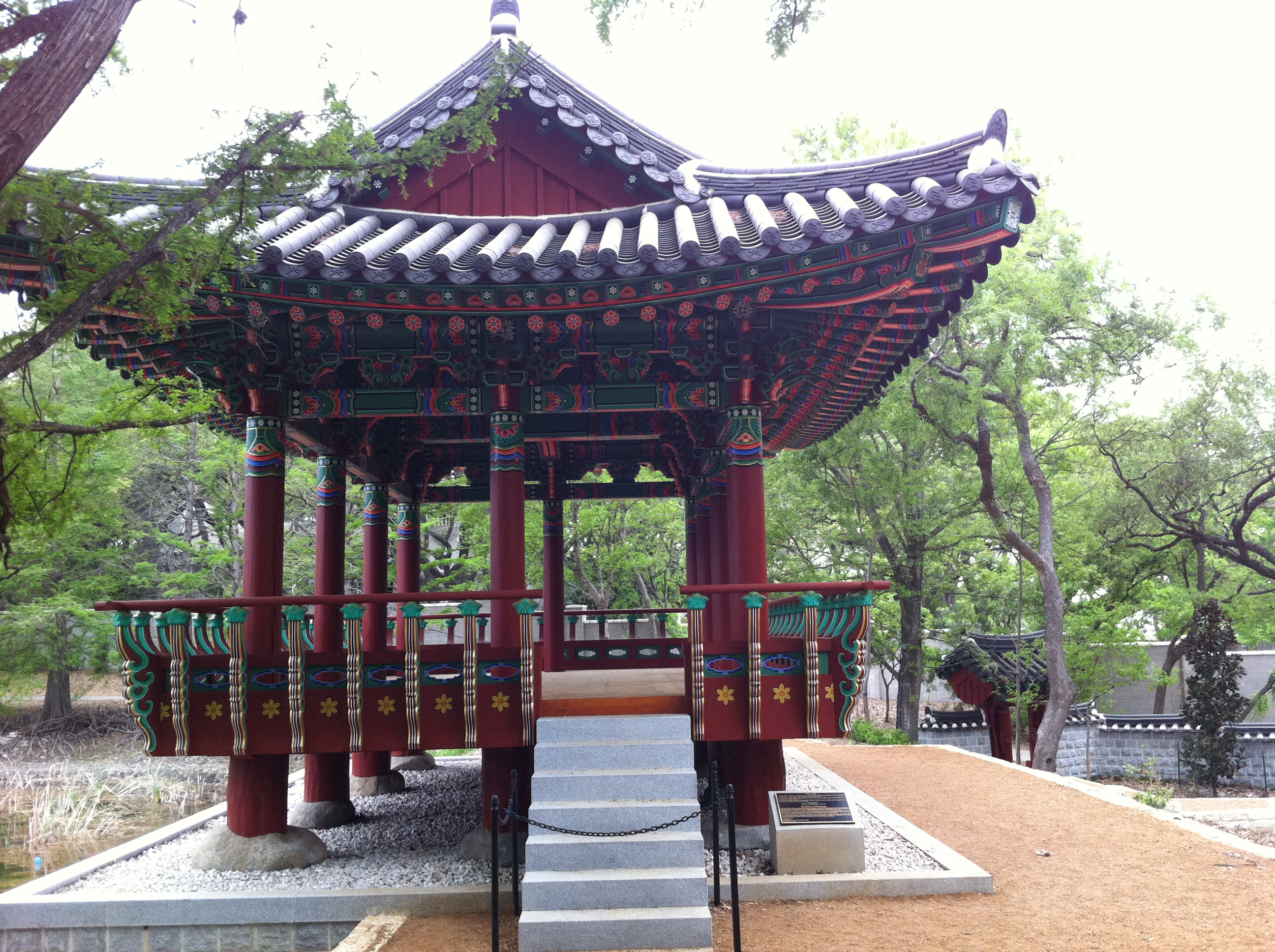
عمارت کلاه فرنگی کوانگجو در شهر سن آنتونیو در تگزاس